# Estadio Malvinas Argentinas (Los Polvorines)
El estadio Malvinas Argentinas  es un estadio de fútbol perteneciente al Club Atlético San Miguel está ubicado en Los Polvorines, en el Complejo Deportivo de la institución, sobre la calle José León Suárez al 2828. La capacidad actual, luego de su ampliación en 2025, es de 11544 espectadores  y allí juega los partidos como local el Club Atlético San Miguel desde 1978. El campo de juego es de césped natural y ya no tiene el aspecto olímpico debido a sus terminaciones semicirculares que lo caracterizaba hasta el 2024, por lo que pasó de ser llamado “complejo olímpico” a “complejo deportivo”. El rectángulo de juego, por su parte, mide 100 metros de largo por 66 metros de ancho.
La antigua cabecera local era la tribuna más grande del estadio en su momento, pero fue retirada en el 2009, por la prohibición de gradas de madera. En su lugar se construyó la nueva tribuna popular, estrenada el 5 de julio de 2025, la cual cuenta con capacidad para 6948 personas paradas. Cuenta con 36 filas de gradas, tres accesos y comienza en elevación, por lo que se proyecta construir infraestructura debajo en el mediano plazo. 
Junto con la construcción de la nueva popular se realizó en paralelo la transformación de la tribuna de la calle Medrano en platea, que fue rebautizada como “Platea Benito-Minissale” en honor a dos reconocidos ex dirigentes de la institución. La colocación de butacas hizo que esta tribuna pierda capacidad, dejando lugar para 1732 espectadores (892 butacas y 840 personas paradas en los sectores sin butacas). En el 2019 se había renovado aquella popular lateral y tenía capacidad para 4320 personas paradas. La reforma estuvo a cargo de la empresa Pretensa, misma compañía que luego también sería contratada para la ampliación del 2025.
La ex tribuna visitante de la calle José León Suárez, tiene una estructura semicircular de 75 metros de largo y alberga 2250 espectadores parados.
El sector de plateas cuenta con espacio para 512 personas en sus respectivas butacas y otras 22 divididas en las 11 cabinas de transmisión que posee el estadio.
En agosto de 2022 se inauguró la Tribuna Eugenio Traferro, un pequeño sector destinado para la delegación visitante, el cual cuenta con 80 butacas. 
Además el Complejo cuenta con un playón de estacionamiento, 2 canchas auxiliares de césped natural, 6 canchas sintéticas de fútbol 5, 1 cancha sintética de fútbol 11, 4 canchas de tenis, 1 cancha de hockey, bufét, vestuarios y un gimnasio construido por la agrupación “Peña Tati Berardi”.